# Sakalai Vilnius
Der BC Sakalai ist ein Basketballverein aus der litauischen Hauptstadt Vilnius. Er spielt in der Baltic Basketball League (BBL) und LKL. Der Clubvorgänger war Vilniaus Lietuvos Policija Akademija (seit 1991). 1994 nach dem 1. Platz bei LKAL gelang zu LKL.

## Erfolge (LKL)
- 1994/95, 8. Platz
- 1995/96, 5. Platz
- 1996/97, 7. Platz
- 1997/98, 4. Platz
- 1998/99, 3. Platz
- 1999/00, 4. Platz
- 2000/01, 6. Platz
- 2001/02, 6. Platz
- 2002/03, 5. Platz
- 2003/04, 4. Platz
- 2004/05, 4. Platz (3. Platz in der Saison)
- 2005/06, 5. Platz
- 2006/07, 7. Platz
- 2007/08, 7. Platz
- 2008/09, 7. Platz
- 2009/10, 9. Platz

## Trainer
Trainer waren Šarūnas Sakalauskas, Rūtenis Paulauskas, Linas Šalkus, Arvydas Gronskis, Rimas Kurtinaitis, Nerijus Zabarauskas (* 1971) u. a.

## Ehemalige Spieler
- Ramūnas Šiškauskas
- Simas Jasaitis
- Andrius Giedraitis
- Dainius Šalenga
- Renaldas Seibutis
- Saulius Kuzminskas
- Steponas Babrauskas
- Martynas Gecevičius
- Mindaugas Lukauskis